# Чемпионат России по современному пятиборью 1998
VI Чемпионат России по современному пятиборью среди мужчин прошел в Москве с 5-9 июля 1998 года.
Соревнования проходили на спортивной базе "Планерная" (Олимпийский учебно-спортивный центр, г. Химки Московская область).
В чемпионате России приняли участие 24 сильнейших спортсмена из Москвы, Санкт-Петербурга, Самары, Ростова-на-Дону, Краснодара, Ставрополя и Московской области.

## Итоги чемпионата
Турнир не принес неожиданностей - уверенную победу одержал вице-чемпион Олимпиады-96 в Атланте Эдуард Зеновка. А вот другому именитому пятиборцу, двукратному обладателю Кубка мира и бесспорному лидеру российской сборной Дмитрию Сватковскому не повезло: после трех видов он вынужден был сняться с соревнований. После стрельбы, плавания и фехтования Дмитрий шел вторым, совсем немного уступая москвичу Андрею Федотову, но снялся с турнира по совету своего тренера Игоря Сои, так как нельзя рисковать здоровьем на домашних стартах в преддверии чемпионата мира.
По итогам турнира был определен состав сборной России для участия в чемпионате мира, который пройдет с 28 июля по 5 августа в городе Мехико  Мексика. На три места в мужской команде пока претендуют четверо: москвичи Дмитрий Сватковский, Денис Стойков, Рустем Сабирхузин из Уфы и Алексей Туркин из Ростова-на-Дону.
В ближайшие дни состоится тренерский совет, на котором будет обсуждаться вопрос о включении в команду Эдуарда Зеновки.

## Личное первенство. Итоговые результаты.
| Дисциплина        | Золото                         | Серебро                        | Бронза                                      |
| Личное первенство | Эдуард Зеновка · Москва · 5577 | Рустем Сабирхузин · Уфа · 5488 | Андрей Шарапкин · Московская область · 5391 |